# Gmina Grabów
Die Gmina Grabów ist eine Stadt-und-Land-Gemeinde (gmina miejsko-wiejska) im Powiat Łęczycki der Woiwodschaft Łódź in Polen. Ihr Sitz ist die gleichnamige Stadt (deutsch Grabow, 1943–1945 Grabenteich), die zum 1. Januar 2024 ihre 1870 entzogenen Stadtrechte wiedererhielt, wodurch die Gemeinde von einer gmina wiejska (Landgemeinde) zu einer gmina miejsko-wiejska wurde.

## Geschichte
Nach dem Überfall auf Polen kam der Ort Grabów bis 1945 völkerrechtswidrig zum Landkreis Lentschütz im Reichsgau Wartheland.

## Gliederung

### Schulzenämter
Zur Stadt-und-Land-Gemeinde Grabów gehören 41 Orte mit einem Schulzenamt:
| Besiekiery Biała Góra Borów Borucice Bowętów Brudzeń Budki Byszew Chorki Gać Golbice | Goszczędza Grabów-Kolonia Grabów-Osada Jastrzębia Jaworów Kadzidłowa Kotków (1943–1945 Kotkau) Ksawerów Kurzjama Leszno (1943–1945 Rübeneck) | Nagórki Nowa Sobótka Nowy Besk Odechów Ostrówek Piaski Pieczew Piotrkówek Radzyń (1943–1945 Ratzingen) Sławęcin | Smardzew Smolice I Smolice II Sobótka-Kolonia Srebrna Stara Sobótka (1943–1945 Sopken) Stary Besk Wygorzele Źrebięta Żaczki |

### Weitere Ortschaften
| Aleksandrówek Bugaj Celinów Filipów Jamy Janów Kępina | Kobyle Ksawerówek Łyżki Nowa Wieś Odechówek Olszewa Osiny | Ostrówek-Kolonia Pociecha Pokrzywnia Polamy Potrzasków Pusta Wieś Rochów | Rochówek Rybnik Srebrna Wieś Stanisławki Szłapy Teofilki |